# Залцхемендорф
Залцхемендорф (њем. Salzhemmendorf) општина је у њемачкој савезној држави Доња Саксонија. Једно је од 8 општинских средишта округа Хамелн-Пирмонт. Према процјени из 2010. у општини је живјело 10.097 становника. Посједује регионалну шифру (AGS) 3252008.

## Географски и демографски подаци
Залцхемендорф се налази у савезној држави Доња Саксонија у округу Хамелн-Пирмонт. Општина се налази на надморској висини од 86 – 441 метра. Површина општине износи 94,3 km². У самом мјесту је, према процјени из 2010. године, живјело 10.097 становника. Просјечна густина становништва износи 107 становника/km².

## Међународна сарадња
| Мјесто         | Држава    | Врста сарадње | Од    |
| -------------- | --------- | ------------- | ----- |
| Арен ен Велден | Холандија | партнерство   | 1991. |
| Извор          |           |               |       |